# Saint-Gilles (Indre)
Saint-Gilles ist eine französische Gemeinde mit 92 Einwohnern (Stand: 1. Januar 2022) im Département Indre in der Region Centre-Val de Loire; sie gehört zum Arrondissement Le Blanc und zum Kanton Saint-Gaultier. Die Einwohner werden Saint-Gillois genannt.

## Geographie
Saint-Gilles liegt etwa 40 Kilometer südsüdwestlich von Châteauroux.
Nachbargemeinden von Saint-Gilles sind Chazelet im Norden und Nordwesten, Vigoux im Osten und Nordosten, Parnac im Süden, Roussines im Südwesten sowie Saint-Civran im Westen.

## Bevölkerungsentwicklung
| Jahr                      | 1962 | 1968 | 1975 | 1982 | 1990 | 1999 | 2006 | 2013 |
| Einwohner                 | 185  | 185  | 185  | 147  | 135  | 133  | 96   | 113  |
| Quelle: Cassini und INSEE |      |      |      |      |      |      |      |      |

## Sehenswürdigkeiten

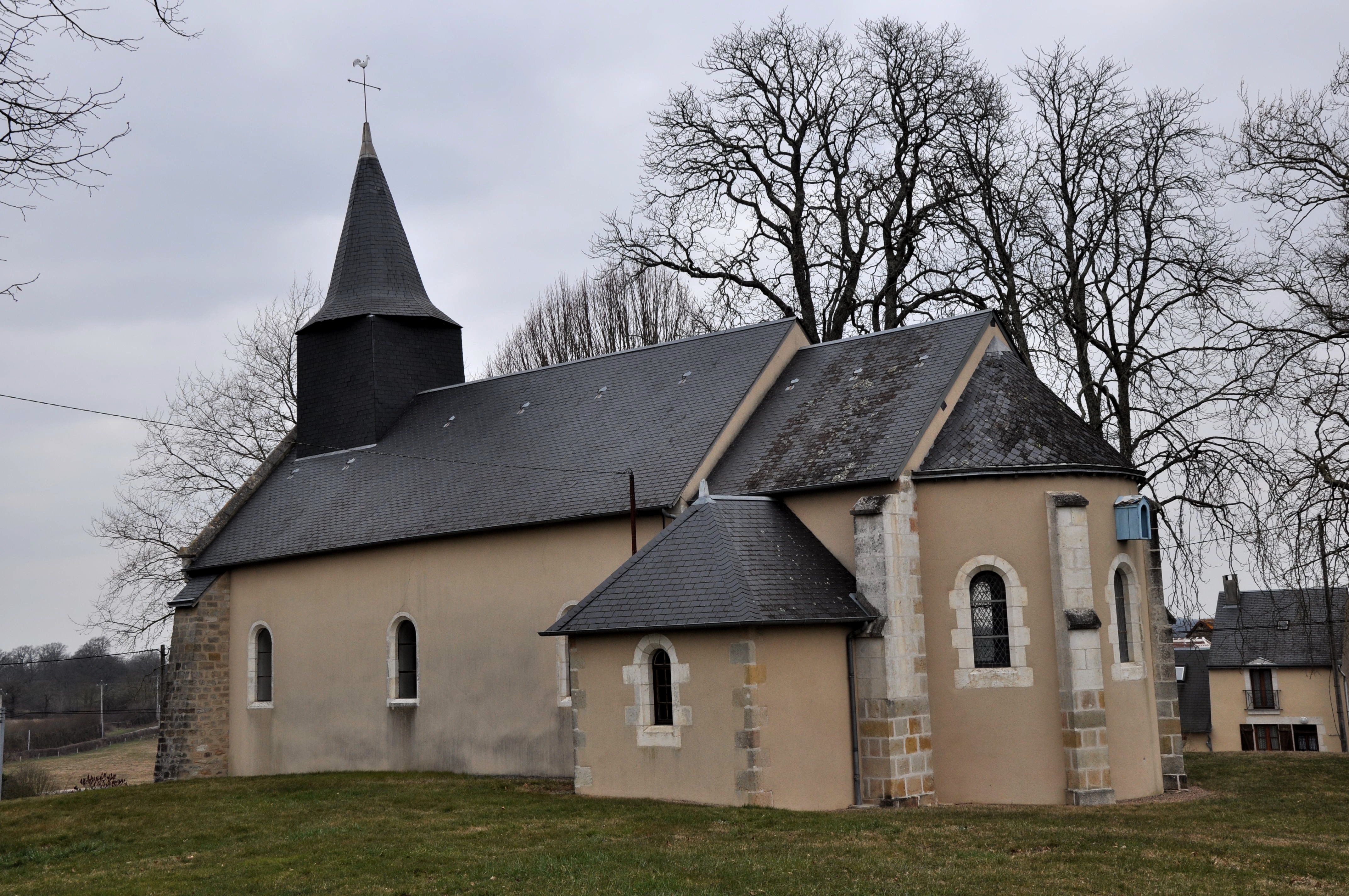
Kirche Saint-Gilles

- romanische Kirche Saint-Gilles